# Озерне (Джанкойський район)
Озе́рне (до 1945 року — Узун-Сакал, крим. Uzun Saqal) — село Джанкойського району Автономної Республіки Крим. Населення становить 82 особи. Орган місцевого самоврядування — Рощинська сільська рада. Розташоване в центрі району.

## Географія
Озерне — маленьке село в центрі району, у степовому Криму, на річці Степова, правій притоці Мирнівка, за 200 м на схід від шосе Автошлях М 18 Харків Севастополь, висота центру села над рівнем моря — 12 м . Сусідні села: практично примикає з півночі Новостепове і Ближньогородське за 2 км на південь. Відстань до райцентру — близько 5 кілометрів, там же найближча залізнична станція.

## Історія
Перша документальна згадка села зустрічається в Камеральному Описі Криму … 1784 року, судячи з якого, в останній період Кримського ханства Узун Сакал входив в Орта Чонгарський кадилик Карасубазарського каймакамства. Після приєднання Криму до Російської імперії (8) 19 квітня 1783 року , (8) 19 лютого 1784 року, на території колишнього Кримського Ханства була утворена Таврійська область і село була приписане до Перекопського повіту .
Вперше в доступних джерелах селище Новий Джанкой зустрічається в  «… Пам'ятній книзі Таврійської губернії за 1900 рік», згідно з якою в селі Тотанайської волості значилося 107 жителів в 13 дворах.
Указом Президії Верховної Ради Російської РФСР від 18 травня 1948 року, Новий Джанкой і Узун-Сакал татарський об'єднали в Озерне.